# Lago Totoral
El lago Totoral es un lago de origen glacial andino ubicado en Argentina, al sudoeste de la provincia de Neuquén, en el departamento Los Lagos.
(No confundir con la laguna Totoral de la cuenca del río Puelo.)

## Toponimia
El nombre del lago proviene de la planta totora (Schoenoplectus californicus).

## Geografía
El lago Totoral se encuentra al norte del brazo Rincón del lago Nahuel Huapi, cerca de la frontera con Chile, a unos 15 kilómetros en línea recta al noroeste de la ciudad de Villa La Angostura, en el Parque Nacional Nahuel Huapi.
Ocupa la parte inferior de un antiguo valle glaciar, y se extiende de norte a sur en una distancia de 3,65 kilómetros. A través de una serie de pequeños arroyos que desembocan en él, es alimentada por el agua de deshielo de la nieve y las fuertes lluvias que riega las montañas de los alrededores. Su principal afluente es el lago Aruncohue encuentra a 2,5 kilómetros al noroeste.
El lago forma parte de la cuenca del río Limay, y a su vez la del río Negro, que desemboca en el océano Atlántico. Su efluente se origina en el extremo sur y desemboca en el brazo Rincón del Lago Nahuel Huapi, ubicado a tres kilómetros al sur.
El lago está protegido. Se puede pescar salmón, pero el uso de lanchas de motor está prohibido.